# Gaspard de Coligny

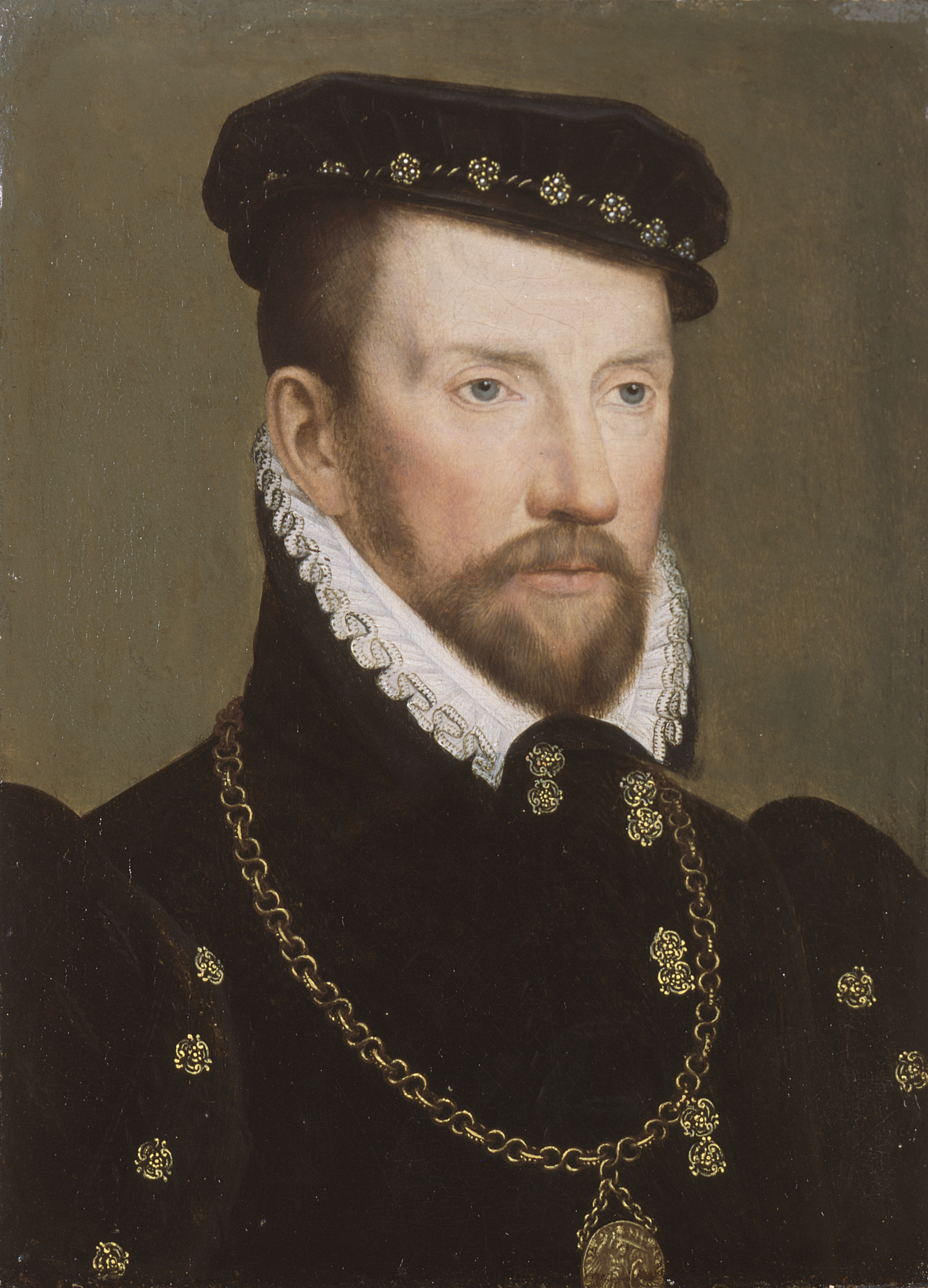
Gaspard de Coligny

Gaspard II de Coligny o Gaspard de Chatillon (Châtillon-Coligny, 16 de febrer de 1519 - París, 24 d'agost de 1572) fou un noble francès, polític i militar que va liderar el partit dels hugonots protestants durant les Guerres de religió de França. Fou Comte de Coligny, baró de Beaupont i Beauvoir, Montjuif, Roissiat, Chevignat i altres, va ser més conegut com a Gaspard de Coligny. El seu pare fou Gaspar I de Coligny, mariscal de França que es va distingir durant les Guerres d'Itàlia, i la seva mare, la germana del conestable Anna de Montmorency. El 1547 es va casar a la capella del castell de Montmuran, en Ille-et-Vilaine, amb Charlotte de Laval, filla del comte Guy XVI de Laval. El 1552 va ser nomenat almirall de França i més tard, governador de la Picardia.

## Període sota Francesc I
En 1557, després de la ruptura de la treva de Vaucelles pactada amb Carles V del Sacre Imperi Romanogermànic i la invasió francesa del Regne de Nàpols, Coligny va prendre el comandament de les tropes de Francesc I de França durant la batalla de Sant Quintí (1557). Després de la derrota, va ser capturat i empresonat a la Ecluse, romanent dos anys a la presó, durant els quals va adoptar les idees dels hugonots a instàncies de la seva família.

## Líder protestant
Després de fer-se protestant, es va convertir en dirigent del partit dels hugonots juntament amb el príncep de Condé.
En 1563 va tenir lloc l'assassinat de Francesc I de Lorena, duc de Guisa, per Poltrot de Mere, i Gaspard de Coligny va ser acusat d'haver encarregat. Més tard, en 1567, va participar en un altre complot juntament amb Lluís I de Condé, Francesc de Coligny i Guyonne XVIII de Laval: la persecució de Meaux contra el rei Carles IX de França i la reina mare Caterina de Mèdici. Arran d'això, el rei el va condemnar a mort i va confiscar els seus béns, però va abandonar la cort en companyia del príncep de Condé per exiliar-se a Borgonya, i més tard a La Rochelle.
Anomenat per Enric III de França, durant la tercera guerra religiosa va prendre el comandament únic del partit protestant després de la batalla de Jarnac (13 de març de 1569) on va ser assassinat Condé. En Moncontour (3 d'octubre de 1569), Coligny va ser derrotat pel duc d'Anjou, futur Enric III de França, però va aconseguir fugir cap a el Llenguadoc amb les seves tropes, on es va reorganitzar i va formar l'exèrcit dels "vescomtes". Coligny va recuperar la iniciativa militar i amenaçar París en 1570 des Charité-sur-Loire, forçant llavors la pau de Saint-Germain-en-Laye (8 d'agost de 1570), en la qual va aconseguir estipular la seva readmissió en la cort i la dels protestants en l'administració.
Aquest acord de pau va ser contestat entre altres per l'ala més intransigent del partit catòlic, que es va inquietar per la seva influència sobre Carles IX, a qui Coligny va proposar fins a tres vegades intervenir en Flandes contra Espanya.

## Atemptat previ a la Matança de Sant Bartomeu
El 22 d'agost de 1572, com a part dels esdeveniments previs a la Matança de Sant Bartomeu, Coligny va patir un atemptat que va deixar greument ferit en passar davant d'una mansió que pertanyia als Guisa.
Existeixen diverses versions historiogràfiques sobre els responsables d'aquest acte: Caterina de Mèdici en persona, la Casa de Guisa o fins i tot per mandat del duc d'Alba, representant de Felip II d'Espanya.
El rei Carles IX va anar a visitar a Coligny i li va prometre empara, però la insistència dels seus partidaris a reclamar justícia li van fer dubtar que no es tractés d'un nou complot del partit hugonot. Va ser llavors quan es van desencadenar els esdeveniments de la nit del 23 d'agost de 1572, coneguts com a matança de Sant Bartomeu, durant els quals Coligny, encara convalescent, va ser assassinat en el seu llit i defenestrat, donant començament a la quarta de les guerres de religió.

## Recuperació de la seva memòria
En el seu honor, es va erigir en 1802 l'oratori del Louvre, situat en l'actualitat a la cruïlla del carrer de l'Oratori amb la de Rivoli, no lluny del palau del Louvre.
Avui dia nombrosos descendents seus pertanyen a diverses cases sobiranes. La seva filla Lluïsa de Coligny (1555 - 1620) es va casar amb Guillem I d'Orange-Nassau, stadhouder d'Holanda.